# 中華基督教會公理堂（必列者士街）
中華基督教會公理堂（必列者士街）（英語：The Church of Christ in China China Congregational Church (Bridges Street)）為中華基督教會的堂會，位於香港島上環必列者士街68號。

## 歷史
1810年美國公理宗教會成立「美國公理宗海外傳道部」（簡稱「美部會」）推動國外之差傳佈道聖工。1883年「美部會」遣派喜嘉理牧師（Rev. Charles Robert Hager）往香港及廣東開展Hong Kong Mission，初期主要在四邑各地佈道，並在香港得溫清溪、宋梓榮等人之助，於1883年在必列者士街市場現址創立「福音堂」及興辦夜學教授英文。Hong Kong Mission之開展，其實緣於一群旅居美國三藩市之華人信徒為家鄉同胞有機會得聞福音恆切禱告了十年之久，希望有宣教士奉差前往傳道，在此時他們的請求終於得到美部會的回應。1884年5月4日，孫中山以孫日新之名受洗成為公理堂教友。

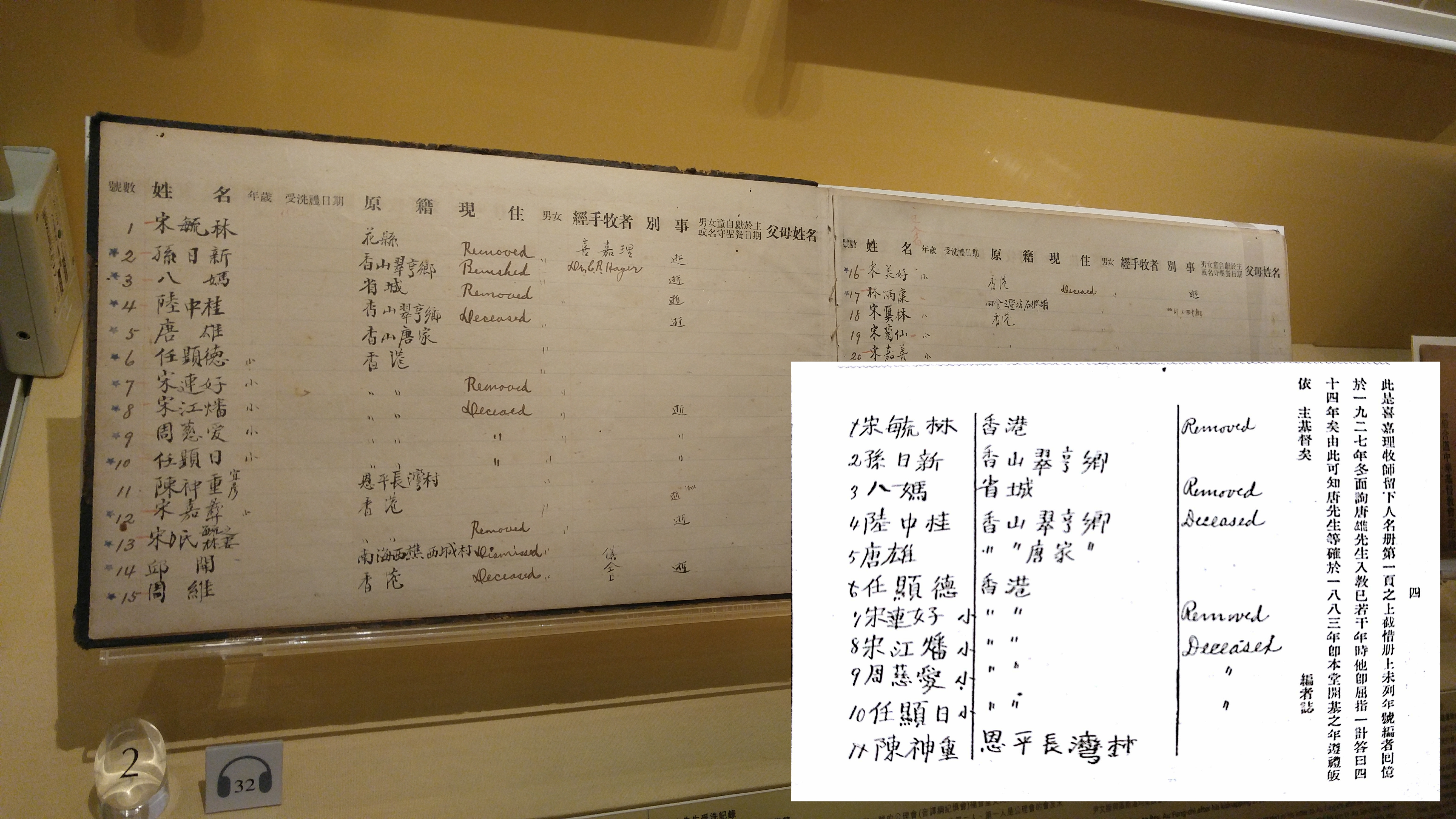
中華基督教會公理堂保存之孫中山先生洗禮紀錄，現借存於香港孫中山紀念館內，圖中圖為中華基督教會公理堂五十週年特刊內頁轉載喜嘉理牧師親筆之會友人名冊

1891至1894年間，喜嘉理牧師因病回美休養並進修醫學，香港會務除學校外，鮮有進境。及後喜嘉理牧師回港，復在學校課室裡宣講聖道，規模日增，遂於1897年在士丹頓街租得一處堂址每晚舉行晚間崇拜。1898年喜嘉理牧師等人購得樓梯街2294地段（即今日「必列者士街堂」現址）開始建堂，1901年新堂落成，取名「美華自理會」。1912年會友集資2萬港元，購回全部產業權，改名「中華公理會堂」，正式宣佈成為華人「自養、自傳、自治」之中華本色教會。1919年在廣東有五大宗派聯合，「中華公理會堂」屬五宗派之一，加入「中華基督教會」運動，再易名為「中華基督教會公理堂」。
1937年，位於廣州市的私立美華初級中學因抗日戰爭，校園受日軍飛機轟炸而臨時遷往樓梯街堂。
1940年教會購得銅鑼灣禮頓道新址，戰後1950年新堂建築物落成。1970年教會在「樓梯街堂」原址重建，1971年公理堂大廈暨教會落成，因差餉物業估價署重新給予必列者士街68號之門牌，故改稱「必列者士街堂」。

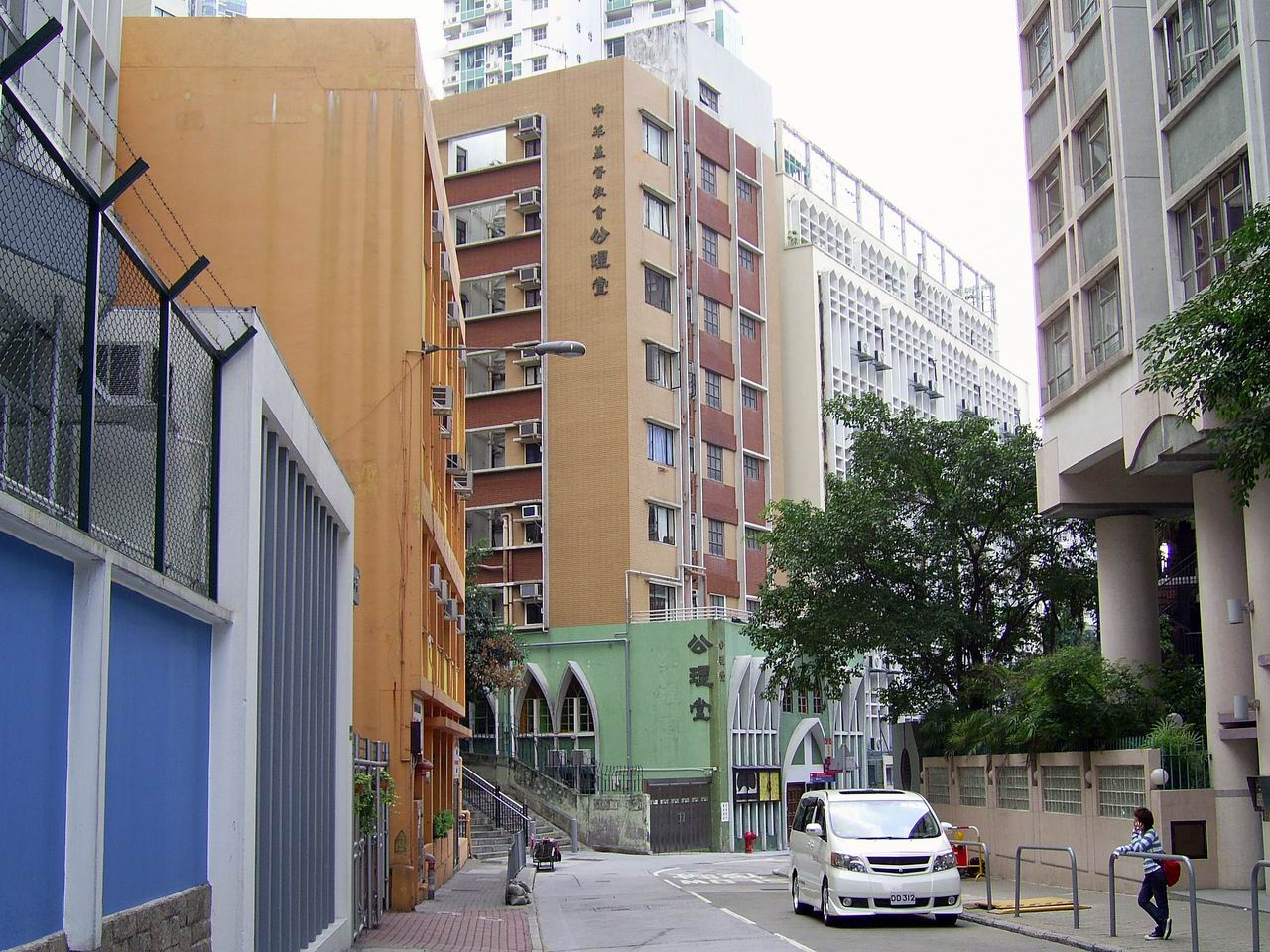
必列者士街公理堂大廈暨教會
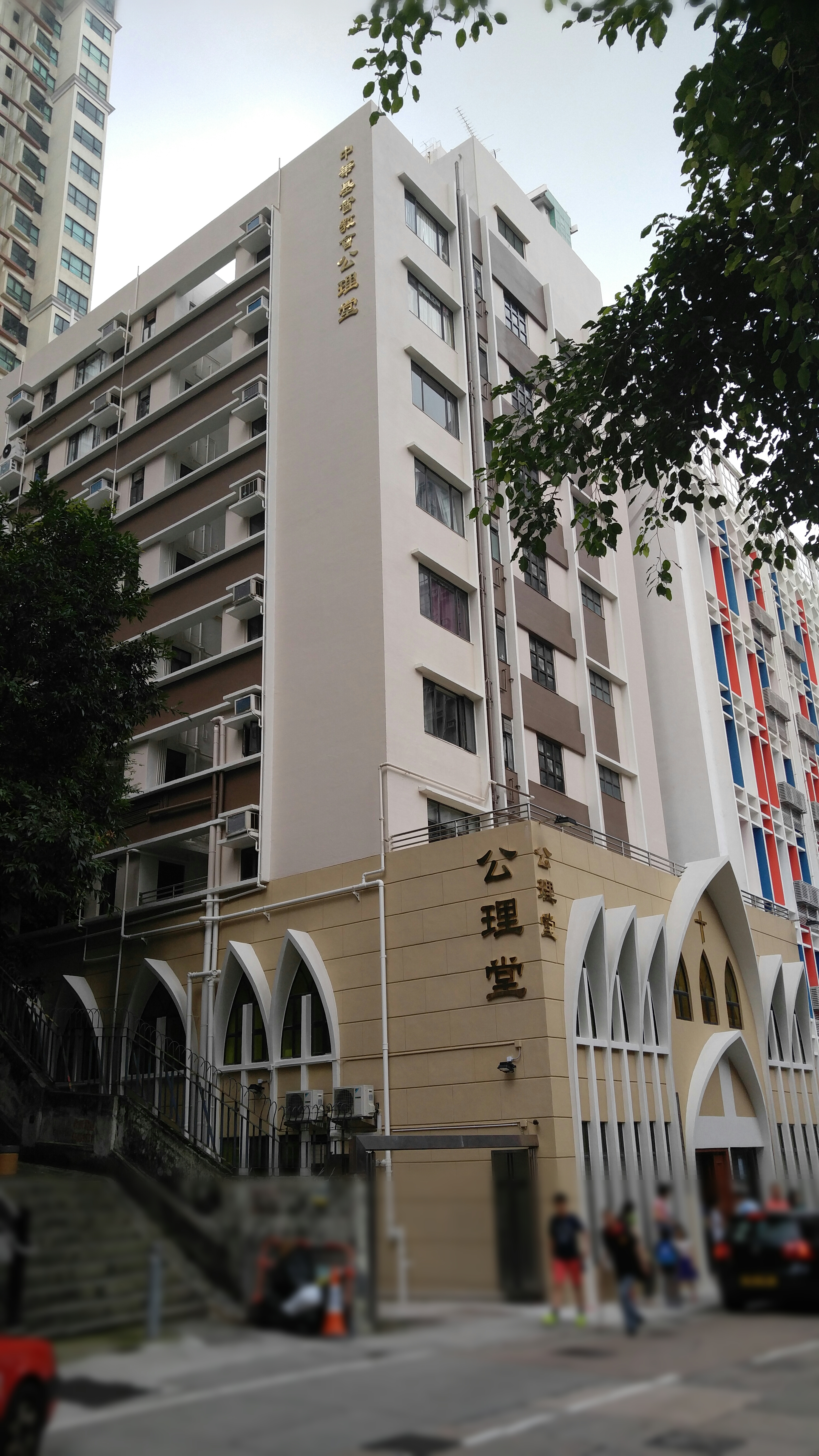
必列者士街公理堂於2016年完成外牆翻新工程

## 外部連結
- 中華基督教會公理堂必列者士街堂

1. ↑  "...At present there are some seven members in the interior belonging to our mission, and two here, one I baptized last Sabbath,a young man who is attending the Government Central School. We had a very pleasant communion service yesterday..." - Hager to Clark, 5 May 1884, ABC 16.3.8: South China v.4, no.17, p.3
2. ↑  "...We had a pleasant communion yesterday and received one Chinaman into the church..." - Hager to Pond, 5 May 1884, ABC 16.3.8: South China v.4, no.18, p.3 postscript
3. ↑  Charles Robert Hager, 'Dr. Sun Yat Sen:Some Personal Reminiscences', The Missionary Herald (Boston, April 1912), pp. 171-174